# Playce Marcory
Playce Marcory est un centre commercial à Abidjan, en Côte d'Ivoire.

## Historique
Il est financé par CFAO et est inauguré par Alassane Ouattara en décembre 2015.

## Caractéristiques
Le mall comprend 200 000 m2 carrés d'espaces commerciaux et de loisirs, un hypermarché, 55 boutiques, un espace de restauration de 400 places.

## Enseignes
- Carrefour
- Burger King